# Peperomia albidiflora
Peperomia albidiflora är en pepparväxtart som beskrevs av C. Dc.. Peperomia albidiflora ingår i släktet peperomior, och familjen pepparväxter. Inga underarter finns listade i Catalogue of Life.